# 平板卡车

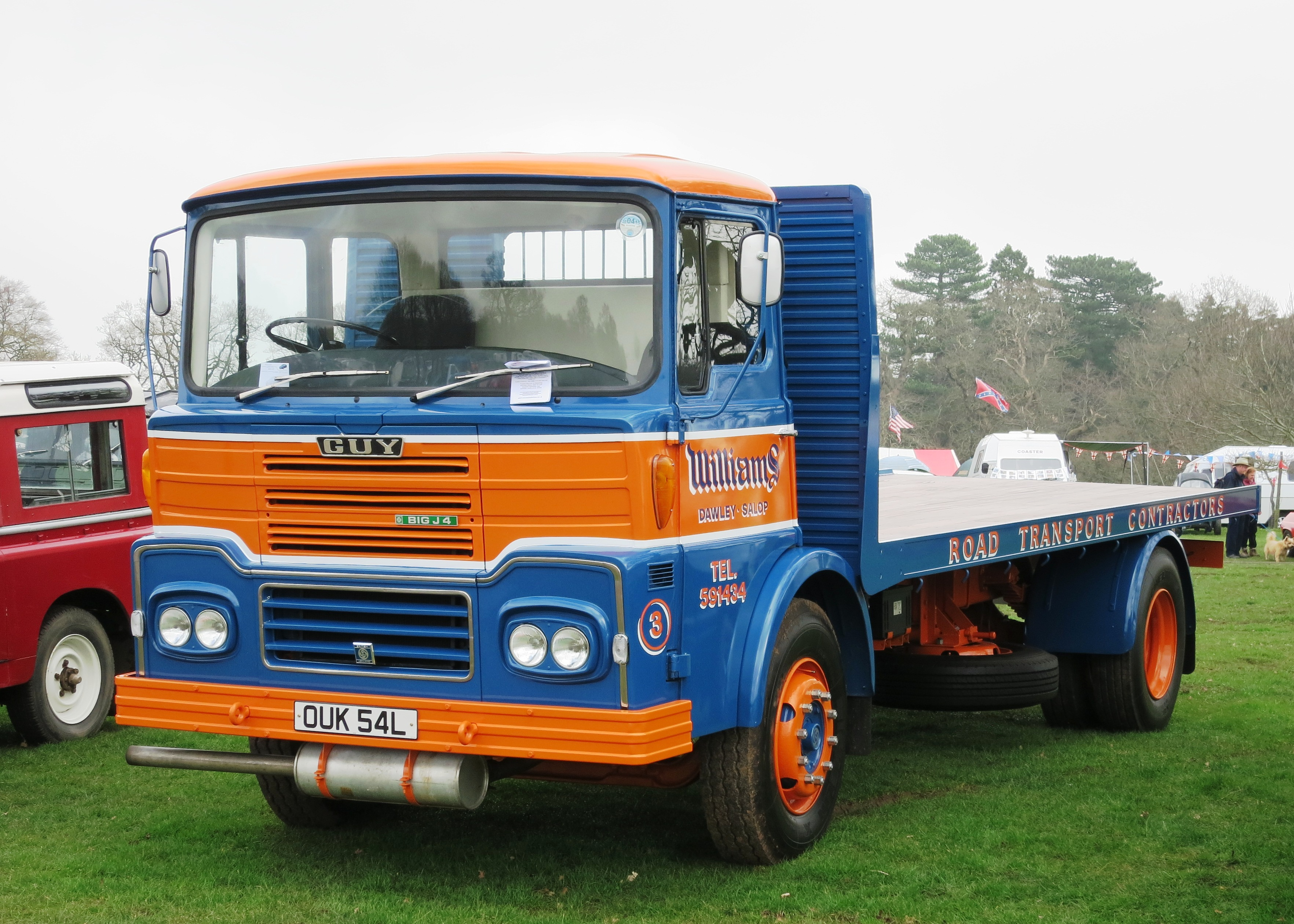
平板卡车

平板卡车又稱平板車、平板貨車，是货车的一种，此類货车的载货部分為长而低的平板，載貨部分沒有屋頂和側壁，這樣可以很快的把貨物裝到車子上。平板卡車可以是半掛式卡車和非掛式卡車。平板卡車主要運輸不易損壞、体积庞大和受下雨影響較小的貨物。